# Heddington
Heddington – wieś w Anglii, w hrabstwie ceremonialnym Wiltshire, w dystrykcie (unitary authority) Swindon. Leży 39 km na północ od miasta Salisbury i 131 km na zachód od Londynu.